# Ball Arena

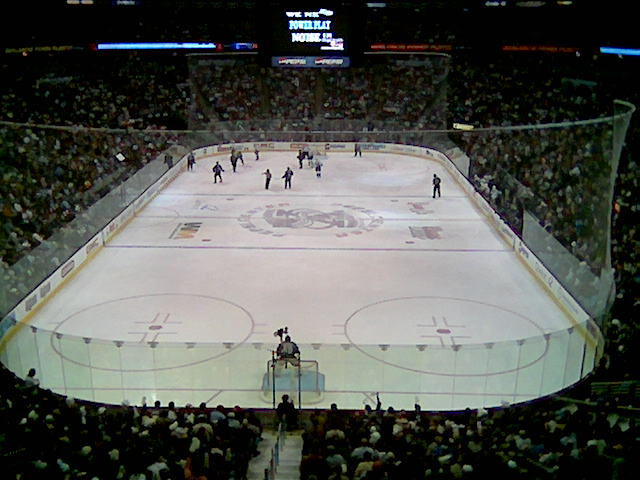
En match mellan Colorado - Anaheim spelas inne i Pepsi Center 2006.

Ball Arena (tidigare Pepsi Center) är en inomhusarena i Denver, Colorado i USA som är belägen vid Speer Boulevard på huvudgatan i centrala Denver. Arenan öppnade 1999 och är hemmaarena för Denver Nuggets (NBA), Colorado Avalanche (NHL) och Colorado Mammoth (NLL).
Pepsi Center började byggas den 20 november 1997. Den färdiga arenan invigdes den 1 oktober 1999 med en utsåld Celine Dion-konsert.
2020 bytte arenan till sitt nuvarande namn efter Ball Corporation.